# Eric Comrie
Eric Comrie (* 6. Juli 1995 in Edmonton, Alberta) ist ein kanadischer Eishockeytorwart, der seit Juli 2024 wieder bei den Winnipeg Jets in der National Hockey League unter Vertrag steht. Zuvor war er in der NHL bereits zweimal für die  Jets sowie die Detroit Red Wings, New Jersey Devils und Buffalo Sabres aktiv.

## Karriere

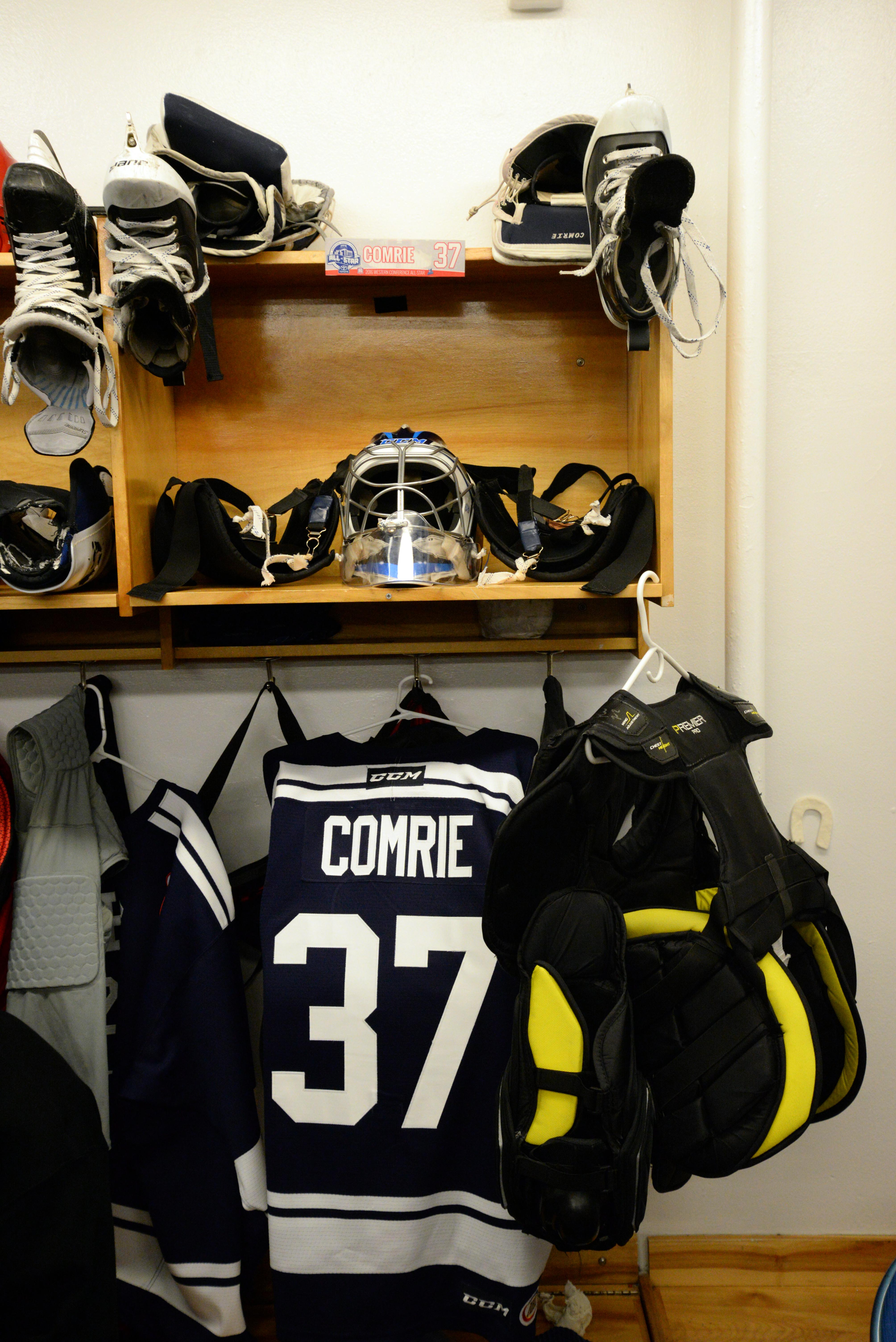
Torwartausrüstung von Eric Comrie (2016)

Eric Comrie wurde in Edmonton geboren, zog mit seiner Familie allerdings im Alter von neun Jahren nach Kalifornien in den Großraum von Los Angeles. Dort spielte er in seiner Jugend unter anderem für die Los Angeles Selects, bevor er 2010 im Bantam Draft der Western Hockey League (WHL) von den Tri-City Americans an 13. Position ausgewählt wurde. Nach einem Playoff-Einsatz am Ende der Saison 2010/11 wechselte Comrie mit Beginn der Spielzeit 2011/12 fest in den Kader der Americans. Als Rookie absolvierte er 31 Spiele und kam dabei auf einen Gegentorschnitt von 2,67 und eine Fangquote von 90,0 %. Insbesondere seine Fangquote steigerte er in seinem darauf folgenden Draft-Jahr deutlich auf 91,5 %, sodass er vom Central Scouting Service der National Hockey League (NHL) auf Rang zwei der nordamerikanischen Torhüter eingeschätzt und dann im eigentlichen NHL Entry Draft 2013 an 59. Position von den Winnipeg Jets ausgewählt wurde. Anschließend kehrte Comrie in die WHL zurück und führte die Liga in der Saison 2013/14 mit einer Fangquote von 92,5 % an, in dessen Folge er ins Second All-Star Team der Western Conference der Liga berufen wurde. Bereits im Dezember 2013 hatten ihn die Jets mit einem Einstiegsvertrag ausgestattet, sodass der Kanadier am Ende der Spielzeit sein Profi-Debüt beim Farmteam der Jets, den St. John’s IceCaps, in der American Hockey League (AHL) gab. Zur Saison 2014/15 kehrte Comrie für ein letztes Jahr zu den Americans in die WHL zurück und wurde erneut ins Second All-Star Team gewählt, bevor er im Sommer 2015 endgültig in die Organisation der Jets wechselte.
Dort fungierte er fortan als Stammtorhüter des neuen AHL-Farmteams, der Manitoba Moose, und kam dabei in seiner ersten kompletten Profi-Saison in 46 Einsätzen auf einen Gegentorschnitt von 3,12 und eine Fangquote von 90,7 %. Nach einem weiteren Jahr in der AHL wurde Comrie im April 2017 erstmals ins NHL-Aufgebot der Winnipeg Jets berufen und gab dort in der Folge sein Debüt. Dem folgten in den kommenden Spielzeiten jeweils sporadische Einsätze, ehe er die Jets im Oktober 2019 nach über vier Jahren verließ, als er über den Waiver von den Arizona Coyotes verpflichtet wurde. Dort wiederum bestritt er vier AHL-Partien für die Tucson Roadrunners, ehe ihn die Coyotes bereits Ende November an die Detroit Red Wings abgaben und im Gegenzug den finnischen Verteidiger Vili Saarijärvi erhielten. Für Detroit bestritt er drei Partien, ehe er sich wenig später erneut auf dem Waiver befand und über diesen nach Winnipeg zurückkehrte.
Im Januar 2021 fand sich Comrie erneut auf der Waiverliste wieder, von wo er von den New Jersey Devils verpflichtet wurde. Für diese bestritt er eine NHL-Partie, ehe er abermals über den Waiver zu den Winnipeg Jets zurückkehrte. In der Saison 2021/22 etablierte sich der Kanadier erstmals im NHL-Aufgebot der Jets, wo er als Backup von Connor Hellebuyck zu 19 Einsätzen kam und dabei eine Fangquote von 92,0 % verzeichnete. Zwar wurde sein auslaufender Vertrag anschließend nicht verlängert, jedoch erhielt er als Free Agent im Juli 2022 einen neuen Zweijahresvertrag von den Buffalo Sabres, der mit insgesamt 3,6 Millionen US-Dollar dotiert ist. Ebenfalls als Free Agent kehrte der Kanadier im Juli 2024 ein drittes Mal zu den Winnipeg Jets zurück.

### International
Bereits im Jahr 2011 vertrat Comrie seine Heimatprovinz Alberta bei den Canada Games, kam dabei auf fünf Einsätze und gewann mit der Regionalauswahl die Bronzemedaille. Anschließend war er über den Jahreswechsel 2011/12 Teil des Teams Canada Pacific, das bei der World U-17 Hockey Challenge 2012 den fünften Platz belegte. Im folgenden Sommer 2012 gewann der Kanadier die Goldmedaille beim Ivan Hlinka Memorial Tournament 2012, ebenso wie knapp dreieinhalb Jahre später bei der U20-Weltmeisterschaft 2015.
Mit der A-Nationalmannschaft Kanadas gewann Comrie bei der Weltmeisterschaft 2017 die Silbermedaille, blieb dabei allerdings ohne Einsatz.

## Erfolge und Auszeichnungen
- 2014 WHL West Second All-Star Team
- 2015 WHL West Second All-Star Team
- 2016 Teilnahme am AHL All-Star Classic

### International
- 2011 Bronzemedaille bei den Canada Games
- 2012 Goldmedaille beim Ivan Hlinka Memorial Tournament
- 2015 Goldmedaille bei der U20-Junioren-Weltmeisterschaft
- 2017 Silbermedaille bei der Weltmeisterschaft

## Karrierestatistik
Stand: Ende der Saison 2024/25

### International
Vertrat Kanada bei:
- World U-17 Hockey Challenge 2012
- Ivan Hlinka Memorial Tournament 2012
- U20-Weltmeisterschaft 2015
- Weltmeisterschaft 2017

(Legende zur Torhüterstatistik: GP oder Sp = Spiele insgesamt; W oder S = Siege; L oder N = Niederlagen; T oder U oder OT = Unentschieden oder Overtime- bzw. Shootout-Niederlage; Min. = Minuten; SOG oder SaT = Schüsse aufs Tor; GA oder GT = Gegentore; SO = Shutouts; GAA oder GTS = Gegentorschnitt; Sv% oder SVS% = Fangquote; EN = Empty Net Goal; 1 Play-downs/Relegation; Kursiv: Statistik nicht vollständig)

## Familie
Sein Vater Bill Comrie ist der Gründer von The Brick, einer kanadischen Kette von Möbel- bzw. Einrichtungshäusern. Der Unternehmer besitzt ein Privatvermögen von mehreren hundert Millionen kanadischen Dollar und stand zeitweise auf der Liste der 100 reichsten Kanadier. Dessen Söhne und Erics Halbbrüder Mike und Paul Comrie schafften es als professionelle Eishockeyspieler ebenfalls in die NHL.